# Кордеро, Виктор
Виктор Кордеро Флорес (исп. Víctor Cordero Flores; род. 9 ноября 1973, Сан-Хосе, Коста-Рика) — коста-риканский футболист, защитник.

## Клубная карьера
Всю свою карьеру провел за клуб "Депортиво Саприсса". Дебютировал за него Кордеро 1 сентября 1991 года в матче против "Лимона". В поединке он вышел на замену вместо Алешандре Гимарайнса, который впоследствии, будучи тренером, работал с игроком в "Саприссе" и в сборной Коста-Рики. Всего за команду защитник выступал на протяжении 20 лет. За это время он выигрывал с ней несколько чемпионатов страны и трижды побеждал в Лиге чемпионов КОНКАКАФ.

## Карьера в сборной
За сборную Коста-Рики Кордеро дебютировал в 1995 году в товарищеском матче против сборной Ямайки. Вызовы в национальную команду защитник получал на протяжении 13 лет. Футболист входил в состав "тикос" на трех Золотых Кубках КОНКАКАФ 2000, 2005 и 2007 годов, а также на победном Кубке наций Центральной Америки 2007 года. Всего за сборную Кордеро провел 51 матч.

## Достижения

### Международные
- Обладатель Кубка наций Центральной Америки (1): 2007.
- Победитель Лиги чемпионов КОНКАКАФ (3): 1993, 1995, 2005.
- Победитель Клубного кубка UNCAF (2): 1998, 2003.
- Бронзовый призёр Клубного чемпионата мира (1): 2005 .

### Национальные
- Чемпион Коста-Рики (11): 1993/94, 1994/95, 1997/98, 1998/99, 2003/04, 2005/06, 2006/07, 2007 (Аппертура), 2008 (Клаусура), 2008 (Аппертура), 2010 (Клаусура).